# شارع منكو

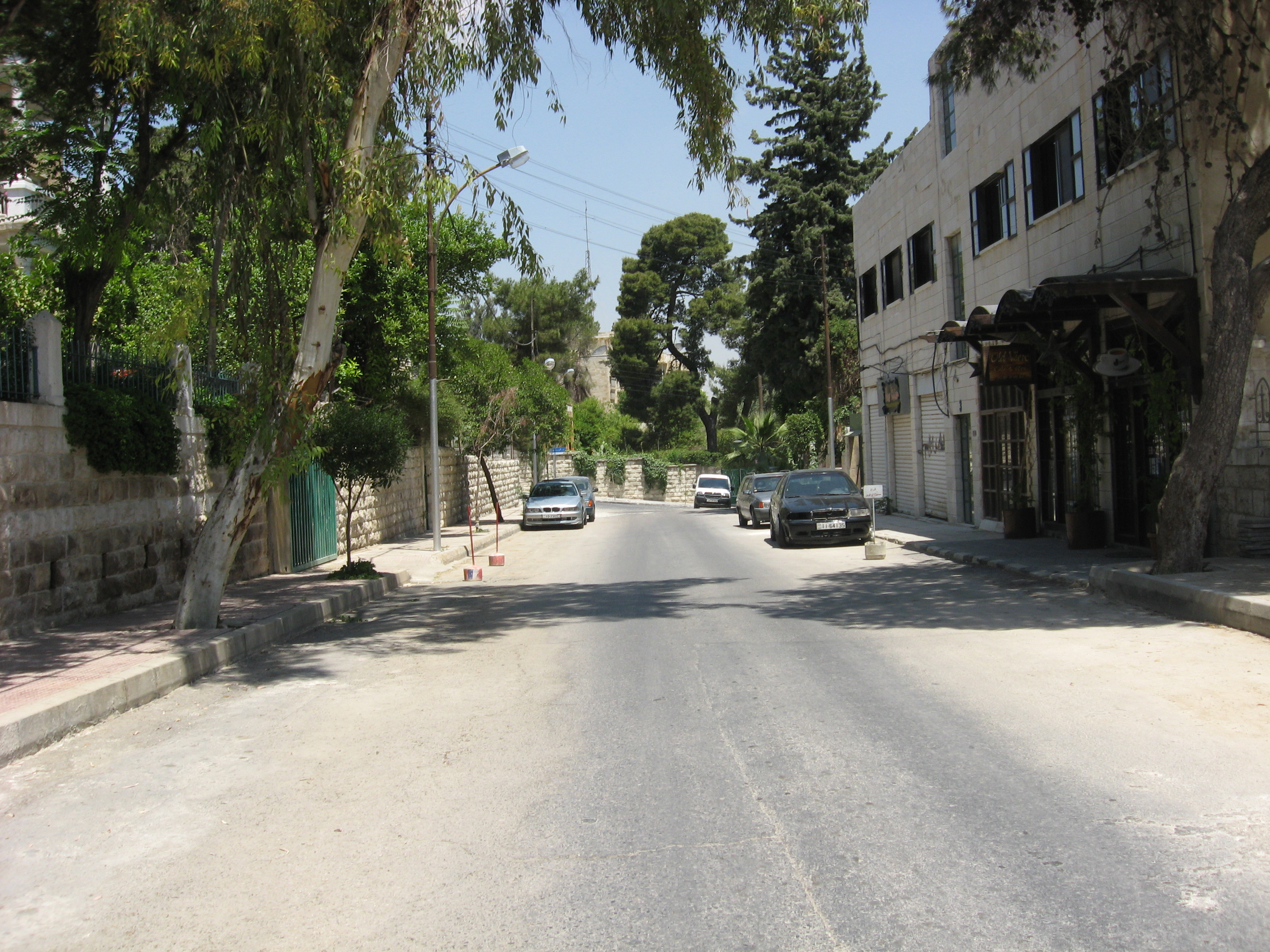
شارع مانجو من الجهة الشمالية.

شارع منكو، شارع تاريخي يقع في جبل عمان بالقرب من وسط المدينة. يعرف رسمياً باسم شارع عمر بن الخطاب. استمد الشارع اسمه من "بيت مانجو"، وهو بناء يقع عند تقاطع شارع منكو وشارع الرينبو. يتضمن شارع الرينبو عدداً من المباني التاريخية والعديد من آثار الدولة العثمانية، كما يقع بيت المفتي بالقرب من بيت مانجو كما يوجد في هذا الشارع أقدم مقاهي المنطقة ( Books@Cafe).